# 野町
野町（のまち）は、石川県金沢市の町名。現行行政地名は野町一丁目から五丁目。

## 地理
国道157号、片町と香林坊の中間に位置している。

## 交通

### 鉄道
- 北陸鉄道石川線の始発駅野町駅がある。

### バス
- 北鉄バス（北陸鉄道・北鉄金沢バス・北鉄白山バス）広小路、野町、野町駅バス停
- 金沢ふらっとバス長町ルート にし茶屋街、野町広小路バス停

### 道路
- 国道157号（南大通り）
- 石川県道25号金沢美川小松線（西インター大通り）

## 施設
- 野町駅
- 金沢市立野町小学校（2014年、金沢市立泉小学校に統合）
- マルエーmini野町店
- にし茶屋街